# 1823峰
1823峰（いちはちにいさんほう）は、北海道の河西郡中札内村と日高郡新ひだか町の2町村にまたがる標高1,826mの山である。

## 概要
日高山脈を構成する中日高の山で、1823峰より南に高い山はないためカムイエクウチカウシ山からはその目立った山容を望むことができる。山頂から南西に派生する尾根上には西川岳が存在する。
山名はかつての標高であった1,823mから付けられていたものが定着していった。現在は国土地理院地形図の改訂に伴い標高1,826mへ変更されたが、山名は昔の標高のまま呼ばれている。なお日高山脈において標高が山名となった山は他に1839峰、1967峰がある。

## 登山
この山を目標に登山する人は少なく、縦走途中の山として登られることが多い。道道111号からカムイエクウチカウシ山もしくはコイカクシュサツナイ岳の登山口へ歩き、登山道を経て主稜線に登るとそこからは稜線を歩いて1823峰山頂を目指すが、両ルートとも稜線上は藪漕ぎを強いられる。